# Sozialistische Linke (SoL)

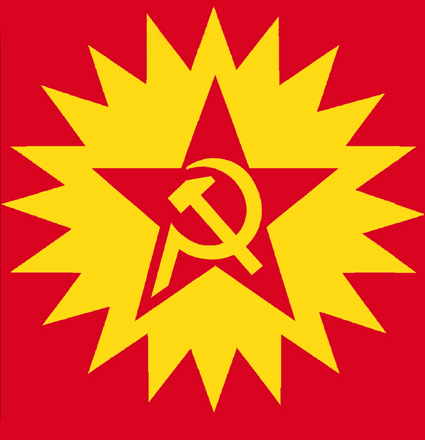
Logo von Sozialistische Linke – SoL

Die Sozialistische Linke (abgekürzt SoL) war eine marxistisch-leninistisch-maoistische Gruppierung. Sie gehörte nach Informationen des Verfassungsschutzes Hamburg 2010 als Kleingruppe zu der aus 90 Personen bestehenden linksextremistischen Gruppe Antiimperialistischer Widerstand des antiimperialistischen Lagers.

## Geschichte
Gegründet wurde die SoL im April 2004 als marxistisch-leninistische Jugendorganisation. Sie ging aus der Gruppierung Jugendwiderstand, einer Jugendorganisation der nicht mehr bestehenden Volkswiderstandsbewegung der Welt, hervor. Zielsetzung war die Rekrutierung Jugendlicher. Wesentliches Alleinstellungsmerkmal für diese Gruppierung in Hamburg war die Integration von Jugendlichen mit Migrationshintergrund. Seit Anfang 2011 ist die SoL ausgehend von ihrem Grundsatzpapier keine Jugendorganisation mehr und hat einen Ableger in Nordrhein-Westfalen.
Eine Aktion der Gruppe, die weltweite Resonanzen hervorrief, war die gewaltsame Verhinderung der Ausstrahlung des Films Warum Israel durch die Blockade eines Kinos in Hamburg-St. Pauli. Die Motivation der Gruppe war, aus politischem Engagement „etwas gegen Antideutsche zu unternehmen“. Nachdem die SoL den Film bereits am 9. Dezember gezeigt hatte, wurde die Aufführung am 13. Dezember 2009 im vormals blockierten Kino, diesmal unter Aufsicht eines Polizeiaufgebots, nachgeholt.
Neben der Vernetzung in einem bundesweiten linken Bündnis, antifaschistischen Aktionen im Rahmen des „Hamburger Bündnis gegen Rechts“ und antimilitaristischer Arbeit sowie der Teilnahme an internationalen Konferenzen der Kommunistischen Partei Perus bzw. deren Frontorganisation Volksbewegung Peru organisierte die SoL die sog. „Revolutionären 1.-Mai-Demonstrationen“. 2010 kam es im Anschluss an die Demonstration durch alkoholisierte Jugendliche ohne erkennbare politische Zielsetzung zu heftigen Ausschreitungen gegenüber  Polizisten und Plünderungen von Geschäften und Banken im Hamburger Schanzenviertel. 2011 konnte ähnliches nur durch ein massives Polizeiaufgebot verhindert werden. Die autonome Szene hält sich von diesen Demonstrationen fern und organisiert eigene Demonstrationen. Die Teilnehmer sind neben dogmatischen türkischen bzw. kurdischen Linksextremisten vor allem unpolitische erlebnisorientierte Jugendliche.
Die theoretische Ausrichtung ist, nach eigener Darstellung, der wissenschaftliche Sozialismus. Ihr Ziel ist ein sozialistischer Staat, der sich unter Bedingungen zum Kommunismus entwickeln werde.
Im Jahr 2014 kam es zum Bruch zwischen SoL und der Jugendgruppe Rote Szene Hamburg (RSH), die seit ihrer Gründung 2009 wichtigste Bündnispartnerin und Mitorganisatorin der jährlichen Revolutionären 1.-Mai-Demonstration gewesen war. Im Sommer 2014 verließ die RSH wegen politischer Differenzen das gemeinsame Internationale Zentrum B5. In dieser Phase gingen die öffentlich wahrnehmbaren Aktivitäten von SoL stark zurück. Die Spaltung gipfelte im Jahr 2015 in zwei gleichzeitig stattfindenden revolutionären 1.-Mai-Demonstrationen in Hamburg.
Seit 2016 ist die SoL nicht mehr öffentlich aufgetreten, ihre Internetpräsenz hat sie eingestellt.